# Брет Ратнър
Брет Ратнър (роден на 28 март 1969) е американски режисьор на филми и музикални видеоклипове, известен с трилогията „Час Пик“.

## Биография
Роден е в Маями Бийч, майка му е еврейка по произход, а баща му богат бизнесмен.
След като се дипломира в Университета на Ню Йорк, Ратнър дебютира с режисура на множество музикални видеоклипове. През 1997 излиза и първият му филм „Шум на пари“ (Money Talks) с Чарли Шийн и Крис Тъкър. Забелязан е от широката публика обаче с Час пик (1998) и двете му продължения, където отново работи с Крис Тъкър и звездата на източните бойни изкуства Джеки Чан.
През 2006 режисира третия филм от поредицата за Х-Мен, „Х-Мен: Последният сблъсък“.
Брет Ратнър е режисирал видеоклипове за изпълнители като Марая Кери, Пъф Деди, Мадона, Кортни Лав. За последно работи с Марая Кери, режисирайки клипа към сингъла Obsessed (2009), от последния ѝ албум.

## Филмография
- Шум на пари (1997)
- Час пик (1998)
- Семеен човек (2000)
- Час пик 2 (2001)
- Червеният дракон (2002)
- След залеза (2004)
- Х-Мен: Последният сблъсък (2006)
- Час пик 3 (2007)
- Кинти в небето (2011)
- Херкулес (2014)